# Clasificación para la Copa Mundial de Fútbol de 1934
Para la Copa Mundial de Fútbol de 1934, realizada en Italia, se realizaron por primera vez eventos clasificatorios. En este torneo, participaron treinta y un equipos, los que se dividieron en doce grupos para definir los dieciséis cupos para la fase final de la Copa Mundial.
Los equipos se dividieron de la siguiente forma:
- Europa: Veintiún equipos compitiendo por doce cupos. Italia debió participar en la clasificatoria, siendo el único organizador que ha participado en este tipo de torneos.
- Sudamérica: Cuatro equipos compitiendo por dos puestos. Uruguay rechazó participar.
- África y Asia: Tres equipos compitiendo por un puesto.
- Norteamérica y el Caribe: Cuatro equipos compitiendo por un puesto.

## Europa

### Grupo Báltico (grupo 1)
| Equipo   | Ptos. | PJ | PG | PE | PP | GF | GC | Dif. |
| -------- | ----- | -- | -- | -- | -- | -- | -- | ---- |
| Suecia   | 4     | 2  | 2  | 0  | 0  | 8  | 2  | +6   |
| Lituania | 0     | 2  | 0  | 0  | 2  | 0  | 5  | –5   |
| Estonia  | 0     | 2  | 0  | 0  | 2  | 2  | 9  | –7   |

| 11-6-1933 | Suecia                       | 2-1     | Estonia    | Estadio Olímpico de Estocolmo, Estocolmo                          |                                                                   |
|           | Kroon 40' · L. Bunke 45+1' · | Reporte | Kass 60' · | Asistencia: 8123 espectadores Árbitro(s): Reidar Randers-Johansen | Asistencia: 8123 espectadores Árbitro(s): Reidar Randers-Johansen |

| 29-6-1933 | Lituania | 0-2     | Suecia          | Kariuomenės Stadionas, Kaunas                           |                                                         |
|           |          | Reporte | Hansson 55' 65' | Asistencia: 6000 espectadores Árbitro(s): August Silber | Asistencia: 6000 espectadores Árbitro(s): August Silber |

Estonia y Lituania no comparecieron a disputar el último partido del grupo al estar ambos matemáticamente eliminados. La FIFA les dio a ambos el partido por perdido por 3-0.
| Bandera de Suecia |
| Suecia            |

### Grupo Ibérico (grupo 2)
| Equipo 1 | Agr. | Equipo 2 | Ida | Vuelta |
| -------- | ---- | -------- | --- | ------ |
| España   | 11-1 | Portugal | 9-0 | 2-1    |

| 11-3-1934 | España                                                                             | 9-0     | Portugal | Estadio de Chamartín, Madrid                                  |                                                               |
|           | González 3' · Lángara 13' 14' (pen.) 46' 71' 85' · Regueiro 65' 70' · Ventolrà 68' | Reporte |          | Asistencia: 50 000 espectadores Árbitro(s): Raphael van Praag | Asistencia: 50 000 espectadores Árbitro(s): Raphael van Praag |

| 18-3-1934 | Portugal  | 1-2 (Global 1-11) | España          | Estádio do Lumiar, Lisboa                                     |                                                               |
|           | Silva 10' | Reporte           | Lángara 12' 25' | Asistencia: 35 000 espectadores Árbitro(s): Raphael van Praag | Asistencia: 35 000 espectadores Árbitro(s): Raphael van Praag |

| Bandera de España |
| España            |

### Grupo Mediterráneo (grupo 3)
| Equipo 1 | Agr. | Equipo 2 | Ida | Vuelta |
| -------- | ---- | -------- | --- | ------ |
| Italia   | 7-0  | Grecia   | 4-0 | 3-0    |

| 25-3-1934 | Italia                                     | 4-0     | Grecia | San Siro, Milán                                         |                                                         |
|           | Guarisi 40' · Meazza 44' 71' · Ferrari 69' | Reporte |        | Asistencia: 20 000 espectadores Árbitro(s): René Mercet | Asistencia: 20 000 espectadores Árbitro(s): René Mercet |

Grecia no compareció a disputar la segunda y última jornada del grupo frente Italia. La FIFA dio a Italia la victoria por 0-3.
| Bandera de Italia |
| Italia            |

### Grupo 4
| Equipo    | Ptos.    | PJ       | PG       | PE       | PP       | GF       | GC       | Dif.     |
| --------- | -------- | -------- | -------- | -------- | -------- | -------- | -------- | -------- |
| Hungría   | 4        | 2        | 2        | 0        | 0        | 8        | 2        | +6       |
| Austria   | 2        | 1        | 1        | 0        | 0        | 6        | 1        | +5       |
| Bulgaria  | 0        | 3        | 0        | 0        | 3        | 3        | 14       | –11      |
| Dinamarca | Abandonó | Abandonó | Abandonó | Abandonó | Abandonó | Abandonó | Abandonó | Abandonó |

| 25-3-1934 | Bulgaria      | 1-4     | Hungría                                                | A.S. 23 Stadium, Sofía                                    |                                                           |
|           | Baikushev 27' | Reporte | Sárosi 29' · Szabó 61' (pen.) · Toldi 88' · Markos 89' | Asistencia: 10 000 espectadores Árbitro(s): Denis Xifando | Asistencia: 10 000 espectadores Árbitro(s): Denis Xifando |

| 25-4-1934 | Austria                                                       | 6-1     | Bulgaria    | Estadio Prater, Viena                                        |                                                              |
|           | Horvath 19' 22' 33' · Zischek 59' · Viertl 62' · Sindelar 67' | Reporte | Lozanov 66' | Asistencia: 25 000 espectadores Árbitro(s): František Cejnar | Asistencia: 25 000 espectadores Árbitro(s): František Cejnar |

| 29-4-1934 | Hungría                      | 4-1     | Bulgaria    | Hungária-körút, Budapest                                      |                                                               |
|           | Szabó 9' 58' · Solti 60' 73' | Reporte | Todorov 61' | Asistencia: 10 000 espectadores Árbitro(s): Hans Frankenstein | Asistencia: 10 000 espectadores Árbitro(s): Hans Frankenstein |

- Bulgaria abandonó la eliminatoria, por lo que Hungría y Austria clasificaron.[1]

| Bandera de Hungría |  | Bandera de Austria |
| Hungría            |  | Austria            |

### Grupo 5
| Equipo 1 | Agr. | Equipo 2       | Ida | Vuelta |
| -------- | ---- | -------------- | --- | ------ |
| Polonia  | 2-3  | Checoslovaquia | 1-2 | 1-1    |

| 15-10-1933 | Polonia            | 1-2             | Checoslovaquia          | Estadio del Ejército Polaco, Varsovia                     |                                                           |
|            | Martyna 52' (pen.) | Report Reporte] | Silný 33' · Pelcner 77' | Asistencia: 16 000 espectadores Árbitro(s): Denis Xifando | Asistencia: 16 000 espectadores Árbitro(s): Denis Xifando |

| 15-4-1934 | Checoslovaquia | 1-1     | Polonia | Praga, Checoslovaquia |  |
| |                | Reporte |         |                       |  |
| Durante el final del primer tiempo disputado en Praga, la visita argumentó fallos arbitrales, con el marcador igualado a un gol. Para el segundo tiempo, la plantilla de Polonia decidió no presentarse al campo de juego. La FIFA le otorgó el empate a Checoslovaquia y su consecuente clasificación. |                |         |         |                       |  |

| Bandera de Checoslovaquia |
| Checoslovaquia            |

### Grupo 6
| Equipo     | Ptos.    | PJ       | PG       | PE       | PP       | GF       | GC       | Dif.     |
| ---------- | -------- | -------- | -------- | -------- | -------- | -------- | -------- | -------- |
| Suiza      | 3        | 2        | 1        | 1        | 0        | 4        | 2        | +2       |
| Rumania    | 2        | 2        | 1        | 0        | 1        | 2        | 3        | –1       |
| Yugoslavia | 1        | 2        | 0        | 1        | 1        | 3        | 4        | –1       |
| Noruega    | Abandonó | Abandonó | Abandonó | Abandonó | Abandonó | Abandonó | Abandonó | Abandonó |

| 24-8-1933 | Yugoslavia                  | 2-2     | Suiza                    | Stadion BSK, Belgrado                                     |                                                           |
|           | Kragić 50' · Marjanović 61' | Reporte | Frigerio 76' · Jäggi 80' | Asistencia: 17 000 espectadores Árbitro(s): Alois Beranek | Asistencia: 17 000 espectadores Árbitro(s): Alois Beranek |

| 29-10-1933 | Suiza                                   | 2-2     | Rumania              | Wankdorfstadion, Berna                                    |                                                           |
| | Hufschmid 75' · Hochstrasser 80' (pen.) | Reporte | Sepi 18' · Dobay 67' | Asistencia: 15 000 espectadores Árbitro(s): Hans Boekmann | Asistencia: 15 000 espectadores Árbitro(s): Hans Boekmann |
| Rumania y Suiza habían empatado 2-2. Sin embargo, Rumania presentó un jugador mal inscrito (Iuliu Baratky) y fue sancionada con un 0-2. |                                         |         |                      |                                                           |                                                           |

| 29-4-1934 | Rumania                  | 2-1     | Yugoslavia | Stadionul ONEF, Bucarest                                  |                                                           |
|           | Schwartz 38' · Dobay 74' | Reporte | Kragić 71' | Asistencia: 20 000 espectadores Árbitro(s): John Langenus | Asistencia: 20 000 espectadores Árbitro(s): John Langenus |

| Bandera de Rumania |  | Bandera de Suiza |
| Rumania            |  | Suiza            |

### Grupo 7
| Equipo                  | Ptos.    | PJ       | PG       | PE       | PP       | GF       | GC       | Dif.     |
| ----------------------- | -------- | -------- | -------- | -------- | -------- | -------- | -------- | -------- |
| Países Bajos            | 4        | 2        | 2        | 0        | 0        | 9        | 4        | +5       |
| Bélgica                 | 1        | 2        | 0        | 1        | 1        | 6        | 8        | –2       |
| Estado Libre de Irlanda | 1        | 2        | 0        | 1        | 1        | 6        | 9        | –3       |
| Finlandia               | Abandonó | Abandonó | Abandonó | Abandonó | Abandonó | Abandonó | Abandonó | Abandonó |

| 25-2-1934 | Estado Libre de Irlanda | 4-4     | Bélgica                                                     | Dalymount Park, Dublín                                   |                                                          |
|           | Moore 27' 48' 56' 75'   | Reporte | Capelle 15' · S. Vanden Eynde 30' · F. Vanden Eynde 47' 60' | Asistencia: 35 000 espectadores Árbitro(s): Thomas Crewe | Asistencia: 35 000 espectadores Árbitro(s): Thomas Crewe |

| 8-4-1934 | Países Bajos                               | 5-2     | Estado Libre de Irlanda | Estadio Olímpico de Ámsterdam, Ámsterdam                 |                                                          |
|          | Smit 41' 85' · Bakhuys 67' 78' · Vente 83' | Reporte | Squires 44' · Moore 57' | Asistencia: 38 000 espectadores Árbitro(s): Otto Ohlsson | Asistencia: 38 000 espectadores Árbitro(s): Otto Ohlsson |

| 29-4-1934 | Bélgica                        | 2-4     | Países Bajos                           | Bosuilstadion, Amberes                                   |                                                          |
|           | Grimmonprez 51' · Voorhoof 71' | Reporte | Smit 60' · Bakhuys 62' 84' · Vente 64' | Asistencia: 42 000 espectadores Árbitro(s): Stanley Rous | Asistencia: 42 000 espectadores Árbitro(s): Stanley Rous |

| Bandera de los Países Bajos |  | Bandera de Bélgica |
| Países Bajos                |  | Bélgica            |

### Grupo 8
El grupo 8 iba a estar compuesto de cuatro equipos. Letonia se retiró.
| Equipo         | Ptos. | PJ | PG | PE | PP | GF | GC | Dif. |
| -------------- | ----- | -- | -- | -- | -- | -- | -- | ---- |
| Imperio alemán | 2     | 1  | 1  | 0  | 0  | 9  | 1  | +8   |
| Francia        | 2     | 1  | 1  | 0  | 0  | 6  | 1  | +5   |
| Luxemburgo     | 0     | 2  | 0  | 0  | 2  | 2  | 15 | –13  |

| 11-3-1934 | Luxemburgo | 1-9     | Imperio alemán                                                               | Stade Municipal, Luxemburgo                             |                                                         |
|           | Mengel 27' | Reporte | Rasselnberg 2' 35' 57' 89' · Wigold 12' · Albrecht 24' · Hohmann 30' 52' 53' | Asistencia: 14 500 espectadores Árbitro(s): Jan de Wolf | Asistencia: 14 500 espectadores Árbitro(s): Jan de Wolf |

| 15-4-1934 | Luxemburgo   | 1-6     | Francia                                                  | Stade Municipal, Luxemburgo                                 |                                                             |
|           | Speicher 47' | Reporte | Aston 3' · Nicolas 26' 67' 85' 89' (pen.) · Liberati 80' | Asistencia: 18 000 espectadores Árbitro(s): Marc Turfkruyer | Asistencia: 18 000 espectadores Árbitro(s): Marc Turfkruyer |

El partido entre Imperio alemán y Francia no se disputó, pues ambos países ya se encontraban clasificados.
| Bandera de Alemania |  | Bandera de Francia |
| Imperio alemán      |  | Francia            |

## Sudamérica
Uruguay, Paraguay y Bolivia se negaron a participar.

### Grupo 9
Por el grupo 9, Perú debía enfrentarse a Brasil. Pero se retiró.
| Bandera de Brasil |
| Brasil            |

### Grupo 10
Por el grupo 10, Chile debía medirse con Argentina. Argentina se retiró y Chile se negó a participar, por lo que Argentina reconsideró su medida. 
| Bandera de Argentina |
| Argentina            |

## Norteamérica
Artículo principal: Clasificación de Concacaf para la Copa Mundial de Fútbol de 1934

### Grupo 11

#### Primera ronda
| Equipo 1 | Agr. | Equipo 2 | Ida | Vuelta | 3er partido |
| -------- | ---- | -------- | --- | ------ | ----------- |
| Haití    | 2-10 | Cuba     | 1-3 | 1-1    | 0-6         |

#### Segunda ronda
| Equipo 1 | Agr. | Equipo 2 | Ida | Vuelta | 3er partido |
| -------- | ---- | -------- | --- | ------ | ----------- |
| México   | 12-3 | Cuba     | 3-2 | 5-0    | 4-1         |

#### Ronda final
| Equipo 1       | Resultado | Equipo 2 |
| -------------- | --------- | -------- |
| Estados Unidos | 4-2       | México   |

| Bandera de Estados Unidos |
| Estados Unidos            |

## África y Asia

### Grupo 12
| Equipo                         | Ptos.    | PJ       | PG       | PE       | PP       | GF       | GC       | Dif.     |
| ------------------------------ | -------- | -------- | -------- | -------- | -------- | -------- | -------- | -------- |
| Egipto                         | 4        | 2        | 2        | 0        | 0        | 11       | 2        | +9       |
| Mandato británico de Palestina | 0        | 2        | 0        | 0        | 2        | 2        | 11       | –9       |
| Turquía                        | Abandonó | Abandonó | Abandonó | Abandonó | Abandonó | Abandonó | Abandonó | Abandonó |

| 16-3-1934 | Egipto                                              | 7-1     | Mandato británico de Palestina | British Army Ground, El Cairo                             |                                                           |
|           | El-Tetsh 11' 35' 51' · Taha 21' 79' · Latif 43' 87' | Reporte | Nudelmann 61'                  | Asistencia: 13 000 espectadores Árbitro(s): Stanley Wells | Asistencia: 13 000 espectadores Árbitro(s): Stanley Wells |

| 6-4-1934 | Mandato británico de Palestina | 1-4     | Egipto                                  | Palms Ground, Tel Aviv                                      |                                                             |
|          | Sukenik 54'                    | Reporte | Latif 2' · El-Tetsh 7', 22' · Fawzi 35' | Asistencia: 8000 espectadores Árbitro(s): Frederick Goodsby | Asistencia: 8000 espectadores Árbitro(s): Frederick Goodsby |

| Bandera de Egipto |
| Egipto            |

Egipto es el primer africano en clasificar para un Mundial.

## Países participantes
| Equipos participantes | Equipos participantes | Equipos participantes | Equipos participantes |
| --------------------- | --------------------- | --------------------- | --------------------- |
| Argentina             | Brasil                | Estados Unidos        | Países Bajos          |
| Imperio alemán        | Checoslovaquia        | Francia               | Rumania               |
| Austria               | Egipto                | Hungría               | Suecia                |
| Bélgica               | España                | Italia                | Suiza                 |

En cursiva, los debutantes en la Copa Mundial de Fútbol.